# Neomicrorbis azoricus
Neomicrorbis azoricus är en ringmaskart som beskrevs av Zibrowius 1972. Neomicrorbis azoricus ingår i släktet Neomicrorbis och familjen Serpulidae. Inga underarter finns listade i Catalogue of Life.